# 宮崎県立西都原考古博物館
宮崎県立西都原考古博物館（みやざきけんりつさいとばるこうこはくぶつかん）は、宮崎県西都市大字三宅字西都原西に所在する公立考古学系博物館。国の特別史跡・西都原古墳群そばにあり、同古墳群についての展示を主とし、宮崎県内の遺跡や考古学についての催しを行う。

## 概要
宮崎県の中央部、西都原台地に広がる西都原古墳群は、陵墓参考地の男狭穂塚古墳・女狭穂塚古墳を含めて319基が造営された巨大古墳群である。西都原考古博物館は、当古墳群の考古資料を収蔵・保管・展示するほか、古墳時代や他の時代の様々な考古学系テーマを取り上げ公開していくことをコンセプトとして、2004年（平成16年）4月17日に開館した。

### 特徴
日本列島全般の古墳時代についての展示のほか、 南九州に特徴的な地下式横穴墓を含めた西都原古墳群についての展示、律令期（飛鳥・奈良時代）に化外の民として扱われた隼人についての展示も行っている。年に数回の企画展示のほか、考古学系講座や講演会・体験イベントを実施する。
「常設展示」という概念を廃し、常に新しい情報を展示・提供する、として「常新展示」という概念を導入している。また遺跡から出土した資料に直接触れて鑑賞し、体感的に学ぶことを目的とした「ハンズオン展示」や、館内展示・設備の位置などを造形的に示した立体サイン（触察ピクト）を設置し、視覚・聴覚障害者にも利用しやすく、また来館者自らが主体的に学べることを目的としたユニバーサルデザインを導入している。そのため、展示室には基本的に順路や動線が存在しない。

## 付属施設
- 古代生活体験館
- 西都原ガイダンスセンター「このはな館」
- 酒元ノ上横穴墓群遺構保存覆屋

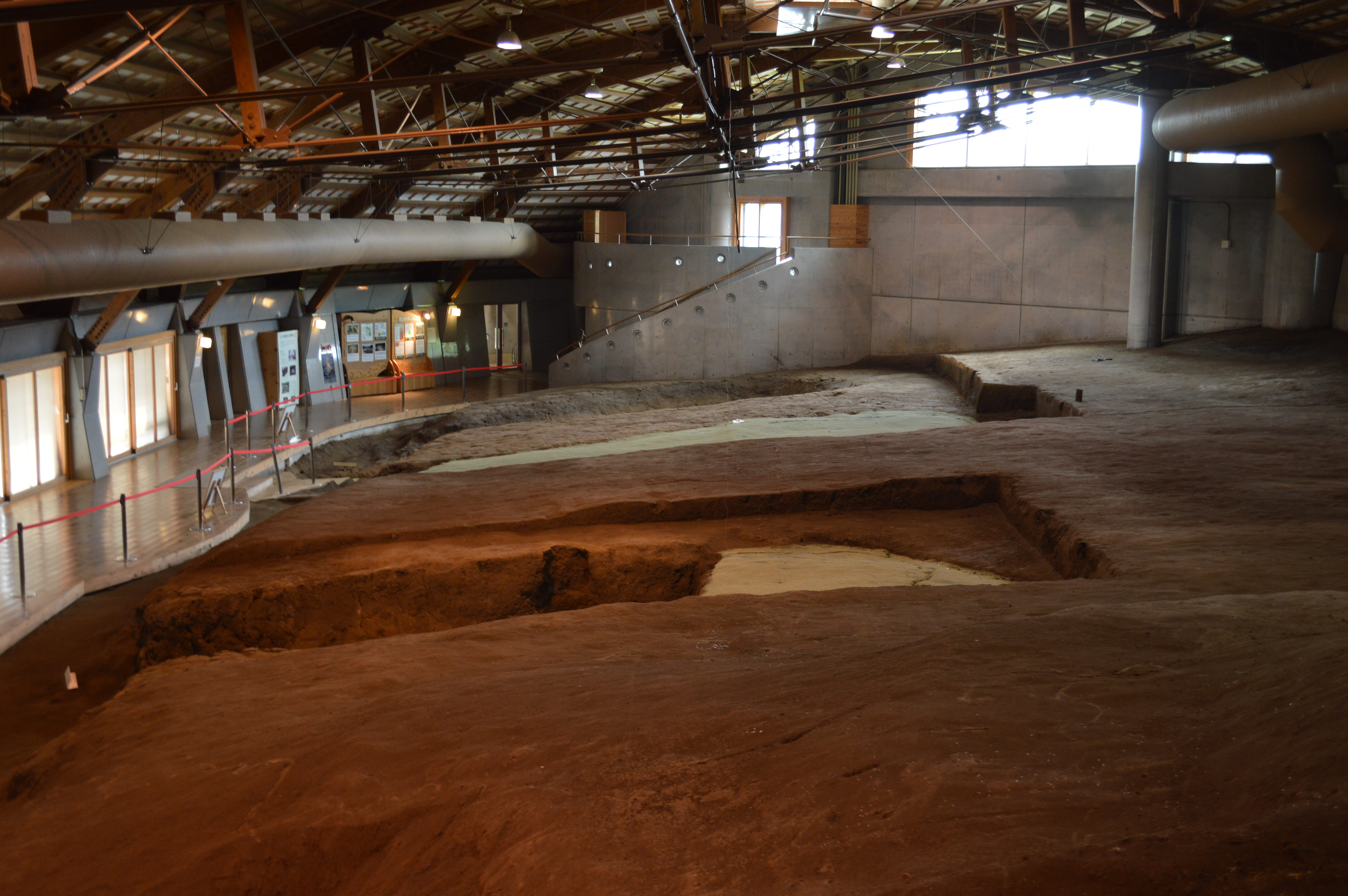
酒元ノ上横穴墓群遺構保存覆屋（2013年8月24日）

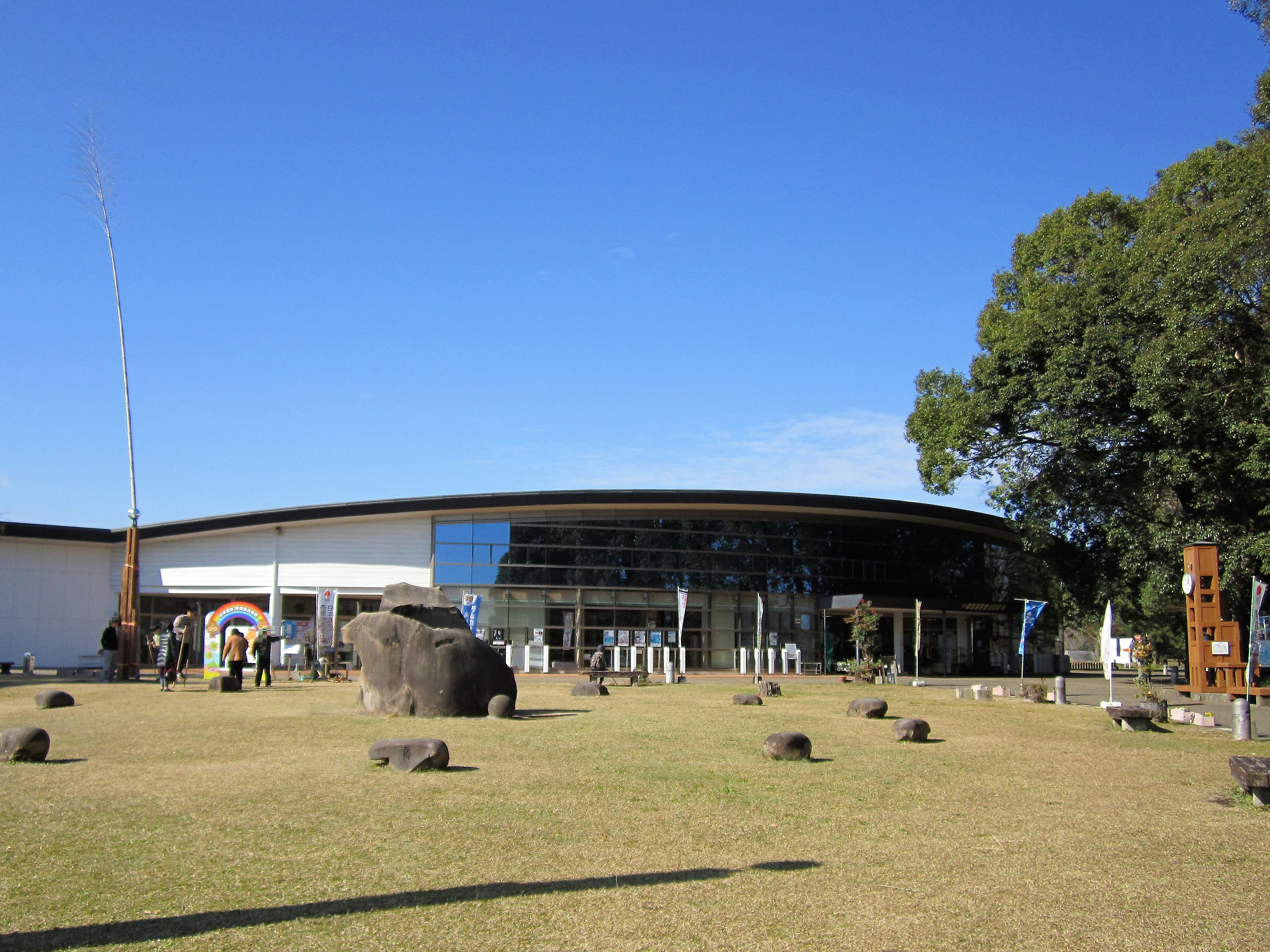
このはな館（2019年1月4日）

- 西都原111号墳・4号地下式横穴墓保存見学施設

## 利用案内
- 入場料：無料
- 開館時間：午前10時から午後6時まで
- 休館日：月曜日・祝日の翌日・年末年始（12月28日から翌1月4日まで）
- 駐車場：普通車100台、大型バス8台、車椅子専用駐車場8台[5]

## アクセス
- バス：宮交シティより「西都バスセンター（西都原考古博物館前経由）」行き乗車（約70分）。「西都原考古博物館前」下車
- 自動車：宮崎市から国道219号約40分。東九州自動車道西都インターチェンジ約10分[5]